# Instituto de Investigaciones Sociales de Chihuahua
El Instituto de Investigaciones Sociales de Chihuahua es la propuesta de comenzar en el sur del Estado con una nueva dinámica educativa al mismo tiempo que con una re ingeniería de la actividad social. Una educación que fundamente su quehacer en la investigación y la producción sociocultural, involucrando desde el inicio a los estudiantes en la problemática real de su contexto. Con este paso, se plantea romper el paradigma involuntario que se ha implantado en nuestras vidas donde el estudio tomó una distancia considerable de la práctica y la transformación de los conjuntos humanos.

## Desarrollo académico

### Primer Semestre
Durante el primer semestre se fundamenta el conocimiento del psicólogo y se analiza de forma general el campo de estudio, acción y problemas de la carrera con los que se encontrará el estudiante a lo largo de todo su trayecto en la institución.
Materias: Antropología filosófica, Epistemología, Habilidades de expresión oral y escrita, Introducción a la Psicología, Lógica, Tecnologías de la información.

### Segundo Semestre
Se introducirá al estudiante al campo contextual local de la psicología, mostrando los métodos de intervención en la práctica de su comunidad y el campo de trabajo existente,  mientras se analizan los supuestos históricos y científicos de su campo de estudio.
Materias: Historia de la Psicología, Filosofía de la Psicología, Psico-Embriología, Estudio y práctica de la Psicología, Matemáticas, Teoría sociocultural, Psicología social I.

### Tercer Semestre
El estudiante conoce los métodos más rigurosos en el campo de investigación psicológica, pone en práctica algunos principios básicos en la generación de nuevo conocimiento. Se prepara una introducción a la visión biologicista y social del ser humano.
Materias: Aprendizaje y conducta adaptativa, Metodología de la investigación, Taller de Psico-Fisiología, Psicología ambiental, Probabilidad y estadística, Instrumentos de medición, Dinámica de grupos.

### Cuarto Semestre
En este semestre se profundiza en el estudio fisiológico del ser humano para comprender los procesos subyacentes a la conducta y además se contempla la influencia social en el individuo y su comportamiento. Durante este semestre el alumno deberá adquirir habilidades de psico-diagnóstico.
Materias: Neuro-Cognición, Materia Integradora I, Bases fisiológicas de la conducta, Teorías de la personalidad, Psico-patologías, Medición y evaluación psicológica, Psicología social II.

### Quinto Semestre
Se analiza el proceso de aprendizaje humano y se dominan las herramientas psicológicas para la identificación, diagnóstico e intervención en esta área. El alumno conoce las áreas de aplicación de su localidad en el área de aprendizaje y propone innovaciones.
Materias: Diseño de modelos psicológicos en el aprendizaje, Teorías del aprendizaje, Teorías del desarrollo, Sexualidad humana, Psico-patología II, Psicometría I, Psicología en el trabajo.

### Sexto Semestre
Se dominan habilidades para la intervención social efectiva. Se promueve además que el alumno estructure programas de impacto social de forma sustentable.
Materias: Trastornos del aprendizaje, Diseño de investigación, Bases de Administración, Psicología de la infancia, Psicometría II, Comunicación humana y Psicología política, Conflicto y mediación.

### Séptimo Semestre
Se estudia y aplica la metodología de trabajo en la realización de programas de intervención social y comunitarios. Además se trabajan fortalece la habilidad para conformar trabajos periciales en el área.
Materias: Psico-diagnóstico, Seminario de tesis I, Psicología de la tercera edad, Psicología del adolescente y adulto, Peritajes en Psicología, Programas de salud mental, Práctica educativa.

### Octavo Semestre
El estudiante será capaz de intervenir efectivamente en los ámbitos escolar, laboral, clínico y social a través de proyectos de mejora.
Materias: Introducción a la psicoterapia, Seminario de tesis II, Diseño de proyectos socioculturales, La Psicología y la ley, Psicología criminal, Materia integradora II, Práctica laboral.

### Noveno Semestre
Realizará investigaciones de corte social y promoverá sus hallazgos hermanados con proyectos socioculturales.
Materias: Psicoterapia II, Seminaria de tesis III, Ética profesional, Práctica clínica.